# Malacacanthus capensis
Malacacanthus capensis is een zachte koraalsoort uit de familie Alcyoniidae. De koraalsoort komt uit het geslacht Malacacanthus. Malacacanthus capensis werd in 1900 voor het eerst wetenschappelijk beschreven door Hickson. 